# I-węzeł

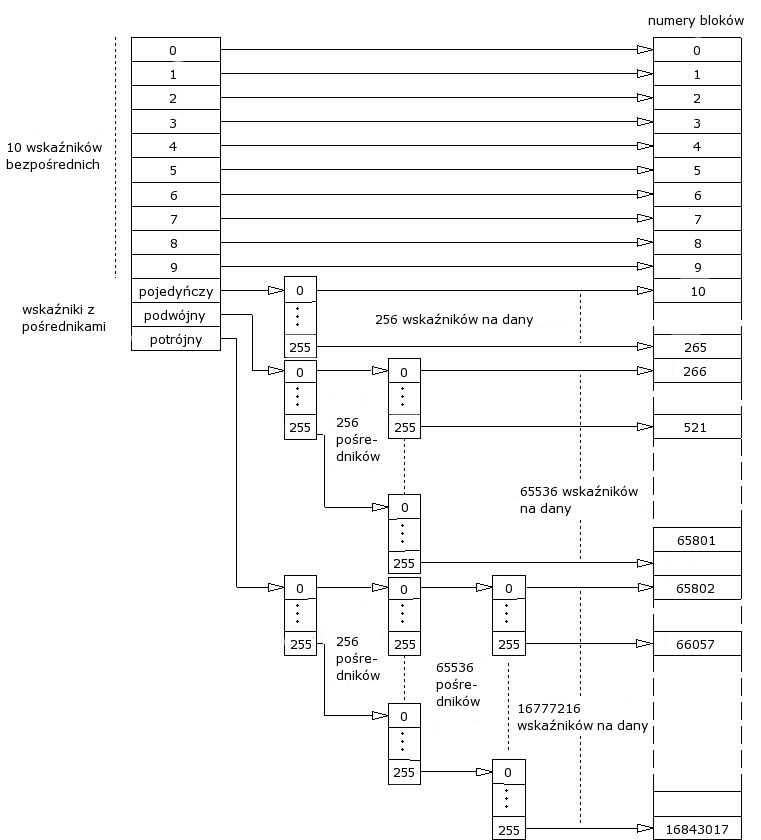
Przykład struktury wskaźników do bloków danych i-węzła z 16M + 64K + 256 + 10 blokami

i-węzeł (ang. i-node, index-node) – element struktury systemów plików między innymi takich jak ext2 i UFS. I-węzły są strukturami opisującymi pliki w systemie – zawierają wszelkie informacje (lub większość informacji - zależnie od implementacji) związane z plikiem z wyłączeniem danych pliku oraz jego nazwy. Wszystkie i-węzły na danym systemie plików mają tę samą długość.
| Typ                   | Pole          | Opis |
| --------------------- | ------------- | --- |
| __u16                 | i_mode        | typ pliku (dowiązanie symboliczne, zwykły plik, katalog, urządzenie znakowe, urządzenie blokowe, gniazdo, kolejka FIFO) i prawa dostępu             |
| __u16                 | i_uid         | Identyfikator właściciela pliku |
| __u32                 | i_size        | Długość pliku w bajtach |
| __u32                 | i_atime       | Czas ostatniego dostępu (w sekundach od epoki Uniksa)                                                                                               |
| __u32                 | i_ctime       | Czas ostatniej zmiany i-węzła (jw.) |
| __u32                 | i_mtime       | Czas ostatniej zmiany zawartości pliku (jw.) |
| __u32                 | i_dtime       | Czas usunięcia pliku (jw.) |
| __u16                 | i_gid         | Identyfikator grupy |
| __u16                 | i_links_count | Licznik twardych dowiązań do pliku |
| __u32                 | i_blocks      | Liczba bloków danych pliku (po 512 bajtów) |
| _u32                  | i_flags       | Flagi pliku ("tylko dodawanie (append only)", "nie można zmieniać (immmutable)", i inne)                                                            |
| union                 | osd1          | Specyficzne informacje systemu operacyjnego |
| __u32 [EXT2_N_BLOCKS] | i_block       | Wskaźniki do bloków danych (zwykle 15, pierwszych 12 to wskaźniki bezpośrednie, jeden pośredni, jeden podwójnie pośredni, jeden potrójnie pośredni) |
| __u32                 | i_version     | Wersja pliku (dla NFS) |
| __u32                 | i_file_acl    | Lista kontroli dostępu do pliku (ACL) |
| __u32                 | i_dir_acl     | Lista kontroli dostępu katalogu |
| __u32                 | i_faddr       | Adres fragmentu |
| union                 | osd2          | Specyficzne informacje systemu operacyjnego |